# Persedicus martensi
Persedicus martensi är en mångfotingart som beskrevs av Jean-Paul Mauriès 1982. Persedicus martensi ingår i släktet Persedicus och familjen Anthroleucosomatidae. Inga underarter finns listade i Catalogue of Life.